# Elmo (Utah)
Elmo – miasto w Stanach Zjednoczonych, w stanie Utah, w hrabstwie Emery.